# (4791) Iphidamas
(4791) Iphidamas, désignation internationale (4791) Iphidamas, est un astéroïde troyen jovien.

## Description
(4791) Iphidamas est un astéroïde troyen jovien, camp troyen, c'est-à-dire situé au point de Lagrange L5 du système Soleil-Jupiter. Il présente une orbite caractérisée par un demi-grand axe de 5,163 UA, une excentricité de 0,047 et une inclinaison de 26,0° par rapport à l'écliptique.
Il est nommé en référence au personnage de la mythologie grecque Iphidamas, acteur du conflit légendaire de la guerre de Troie.

## Compléments